# Redcliff (Zimbabue)
Redcliff es una ciudad situada en la provincia de Midlands de Zimbabue, con una población de 41.526 (en 2022). Se encuentra a unos 219 km (136 millas) al noreste de Bulawayo.
La ciudad se encuentra en una zona extremadamente rica en hierro y ha dependido de la producción de acero como fuente de ingresos desde su fundación a principios del siglo XX. La Zimbabwe Iron and Steel Company (ZISCO, anteriormente RISCO, fundada en 1942), con sede en Redcliff, fue el mayor empleador de la ciudad hasta que cerró en 2008[cita requerida].

## Historia

### Educación
La única escuela en Redcliff en la década de 1980 era la escuela primaria Redcliff, que ofrecía educación a niños de entre 5 a 13 años. La escuela tenía tres clases por grado clasificadas por colores: rojo, azul y verde. Alrededor de 1987, a medida que aumentaba la población de Redcliff. Se agregó una clase adicional en la mayoría de transmisiones. Los deportes escolares que se practicaban en la escuela incluían Hockey, natación, rugby, cricket, rounders, netball y fútbol.
Actualmente, las escuelas de la ciudad incluyen la escuela primaria, Redcliff, la escuela primaria George Hill, la escuela secundaria Zisco (anteriormente escuela secundaria Drake), la escuela secundaria Batanai y la secundaria Rutendo.

### Deportes
La ciudad ha tenido historias de éxito deportivo en fútbol, rugby, baloncesto y atletismo, beneficiándose de infraestructura que incluye el Zisco Club y el estadio Torwood "Mugomba".
Desde la década de 1970 hasta mediados de la de 1990, el Ziscosteel FC fue uno de los mejores equipos de fútbol del país. Tenía a George Chieza de la familia Chieza, Ephraim Moloi-Pikanegore, Abdul Njonga y el fallecido Dr. Muganhiri. Ephraim Moloi-Pikanegore jugó para la selección nacional y llegó a ser incluido en el mejor once de Zimbabue, ya que era conocido como "un jugador con el toque de Midas". Esto porque todos y cada uno de los clubes en los que jugó ganaron la liga y otros trofeos/copas. Jugó para los gigantes de Zimbabwe Highlanders FC y Zimbabwe Saints FC antes de pasar a jugar en el Ziscosteel FC. Moloi-Pikanegore luego pasó a entrenar al Ziscosteel FC y bajo su tutela el equipo produjo jugadores talentosos como Issa Phiri, Santo Phiri, Herbert Chilembo, Ephraim Dzimbiri, Paul Gundani, Kennedy Nagoli, Abraham Senda, Ronny Jowa y Thamsanqa Thambo, por nombrar solo algunos de los jugadores que representaron al equipo nacional de Zim. Otro mentor de fútbol notable de Redcliff es Benedict Moyo, quien entrenó al equipo nacional femenino y también dirigió una academia de fútbol en la ciudad. Otros jugadores notables que se producirán en Redcliff incluyen a Clarkson Dzimbiri, Addluck Dzimbiri, Akim Dzimbiri, Kevin Nhodza, Nakai “Cheche” y Tryan “Ponki” Vakavisser.
El club Zisco Rugby también tuvo éxito en la liga nacional. Disfrutó del éxito de jugadores como Chunky Lewis, Christopher Bishi, Simon Mushaninga, Charlton Sibanda y Sabelo Mangena. Más tarde, una nueva generación de jugadores más jóvenes disfrutó de un éxito breve debido a dificultades financieras. Esta joven generación de jugadores incluía a Arnold Mutemeri, Zivai y Tafadzwa Mukuruva, David y Amon Bishi, Takesure Masanga, Prince Humbira, Phillip Tafirenyika, Robert Silubonde y muchos más.
El baloncesto también ha sido un éxito a nivel nacional. 'Iron Shooters', formado por Ricardo Chieza y Benjamin Karigambe, incluía a Terence Machando, Jones Masikito, Nsoro Mzemba, Henry Kupakuwana, Tawanda Tangwanda, Tinashe Masawi y Andrew Sibili. Lo que lo hizo notable fue que a pesar de que eran adolescentes, estaban en la escuela secundaria y no tenían ningún patrocinio, aun así lograron jugar contra los "gigantes" del club de la época, como el equipo Thornhill Air Force, etc. cambió su nombre a Redcliff 'Steelers' de Ziscosteel. Los Steelers obtendrían el patrocinio de Afdis y fueron nombrados 'Nicoli Kinicks' durante dos temporadas. Con la salida de Ricardo Chieza, Benjamin Karigambe, Terence Machando y Jones Masikito en 1997, el equipo se remodeló y tomó su antiguo nombre de Redcliff Steelers. Luego dominaron el Midlands Basketball con jugadores como Tinashe Masawi, Greaterman Mudzengi, Lazarus “KC” Kaizare y Trynos Moyo. Los Steelers se clasificaron para la Liga Nacional de Baloncesto Sprite en 2000 como Campeones de Baloncesto de Midlands. También se formaron damas de los Steelers y ganaron varios elogios con las damas Mavis Saladi, Tafadzwa Makunike y Linda Mzemba en representación de la provincia de Midlands.
Los equipos de Zisco Athletics produjeron muchos atletas talentosos, Christopher Madzokere, Stanley Mandebele, Melusi Ndlela, Tinos Maridza, Patson Muderedzi, Sam Madzinga y Mark Fanucci, todos ellos miembros del equipo de relevos de 4 × 100 y 4 × 400 metros de Zisco. Estos cinco atletas representaron a Zisco, la provincia de Midlands y Zimbabwe en competencias internacionales, incluidos los Juegos de la Commonwealth de 1982 en Brisbane, Australia.
El condado de Redcliff Cricket fue fundado por Portipher Banda (vicecapitán), Osborn Nayoto (entrenador), Brian Gwinji (patrocinador) y Dobson Mutemeri (anotador del equipo) a principios de la década de 2000. El club pasó a producir jugadores que representaron al equipo provincial de Midlands conocido como The Haggie Rhinos. Estos jugadores, entre otros, incluían a Portipher Banda, Sean Silubonde y Justin Lewis. Cricket también se introdujo en la escuela primaria Redcliff a través de una iniciativa de los miembros fundadores del condado de Redcliff Cricket y el patrocinio de Midlands Cricket Union. Tres jugadores de cricket de Redcliff representaron al equipo sub-15 de Midlands en 1992, Charles Zimbowa, Thabane Mazabane y Bond Nayoto.

## Reticulación del agua
Redcliff no tiene una fuente de agua directa y recibe agua a través de la red de Kwekwe. Ha habido múltiples problemas con los pagos de las facturas del agua.  ZiscoSteel ayudó a financiar la presa de Sebakwe, que suministra agua a Kwekwe. Desde el cierre de ZiscoSteel, Kwekwe ha apagado Redcliff en numerosas ocasiones. 
Desde el cierre de una importante empresa (Ziscosteel), el nivel de vida de la mayoría se volvió tan difícil que ahora la gente depende de la compra y venta, la búsqueda de oro y la venta de chatarra y carbón.